# Cor meum ibi cunctis diebus

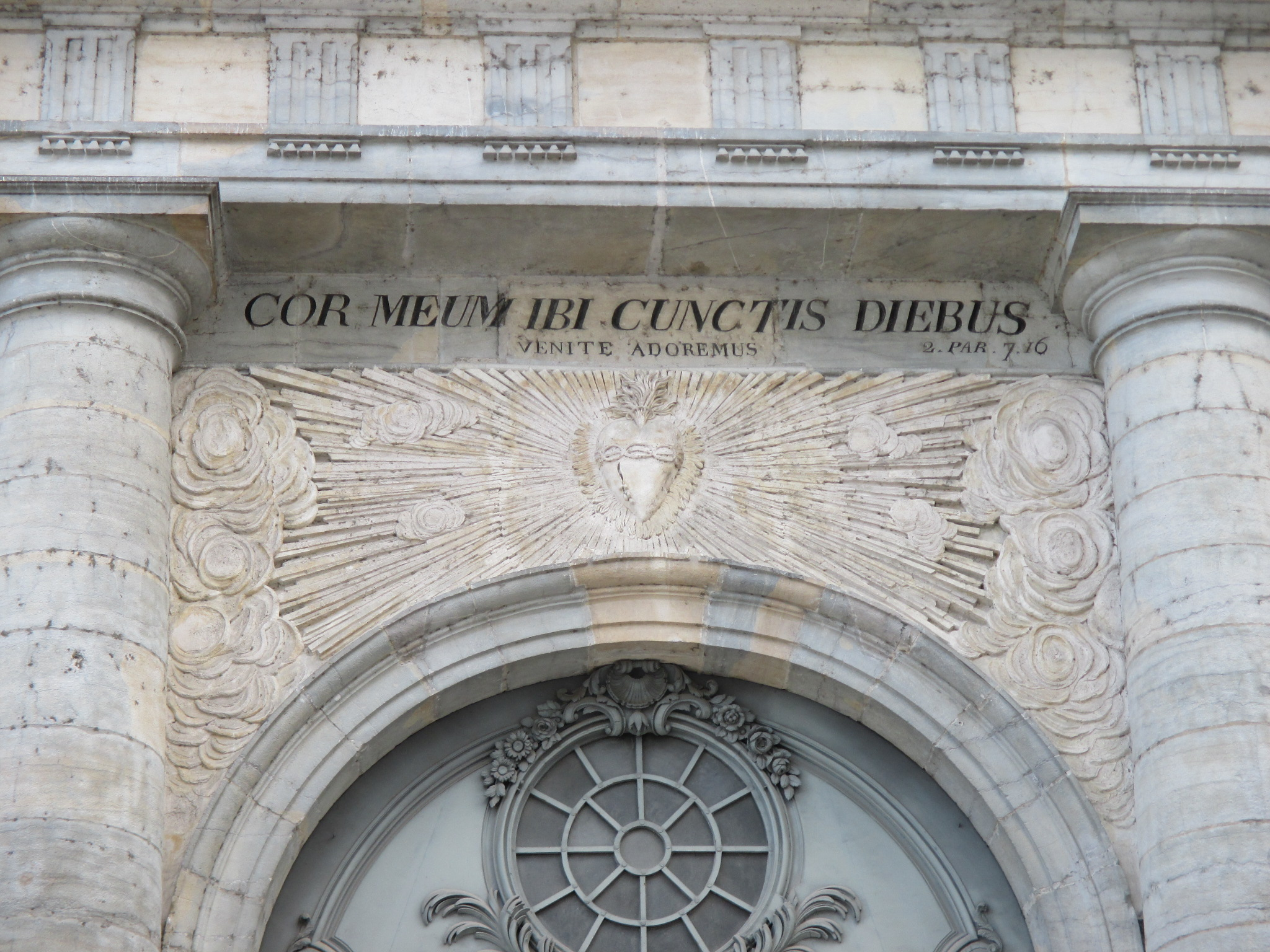
Cor meum ibi cunctis diebus, J'aurai toujours là mes yeux et mon cœur, et symbole biblique Lumière Divine / Saint-Esprit / Sacré-Cœur / Œil de la Providence, entrée de l'église Sainte-Madeleine de Besançon

Cor meum ibi cunctis diebus (J'aurai toujours là mes yeux et mon cœur en latin) est une citation de Dieu, au roi d’Israël et prophète Salomon (Bible) (-970 -931), lors de la fondation au Xe siècle av. J.-C., du Temple de Salomon à Jérusalem, capitale du Royaume d'Israël, Premier livre des Rois (9.3) de la Torah / Ancien Testament de la Bible.

## Historique
Lorsque le roi d’Israël et prophète Salomon (Bible), fils du roi et prophète David (Bible), eut achevé de bâtir son Temple de Salomon au Xe siècle av. J.-C. (premier temple juif de Jérusalem, ou il abrite dans le saint des saints, l'Arche d'alliance qui contient le Décalogue des Tables de la Loi, que Dieu a transmis au prophète Moïse), Dieu apparaît alors à Salomon et lui dit : J'exauce ta prière et la supplication que tu m'as adressées, je sanctifie cette maison que tu as bâtie pour y mettre à jamais mon nom, et j'aurai toujours là mes yeux et mon cœur (Sanctificavi domum hanc, quam aedificasti, ut ponerem nomen meum ibi in sempiternum; et erunt oculi mei et cor meum ibi cunctis diebus).

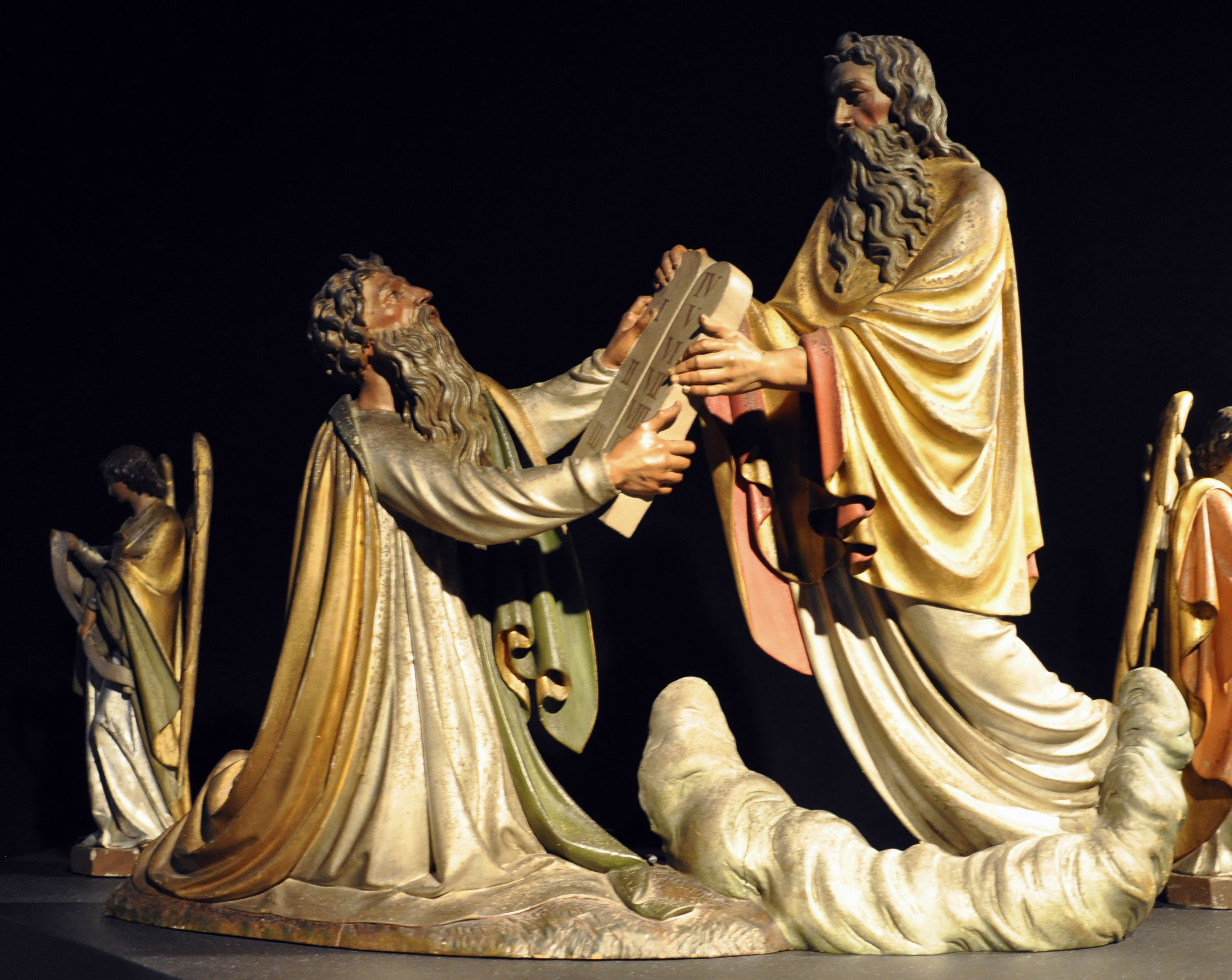
Transmission du Décalogue / Tables de la Loi de Dieu, à Moïse.
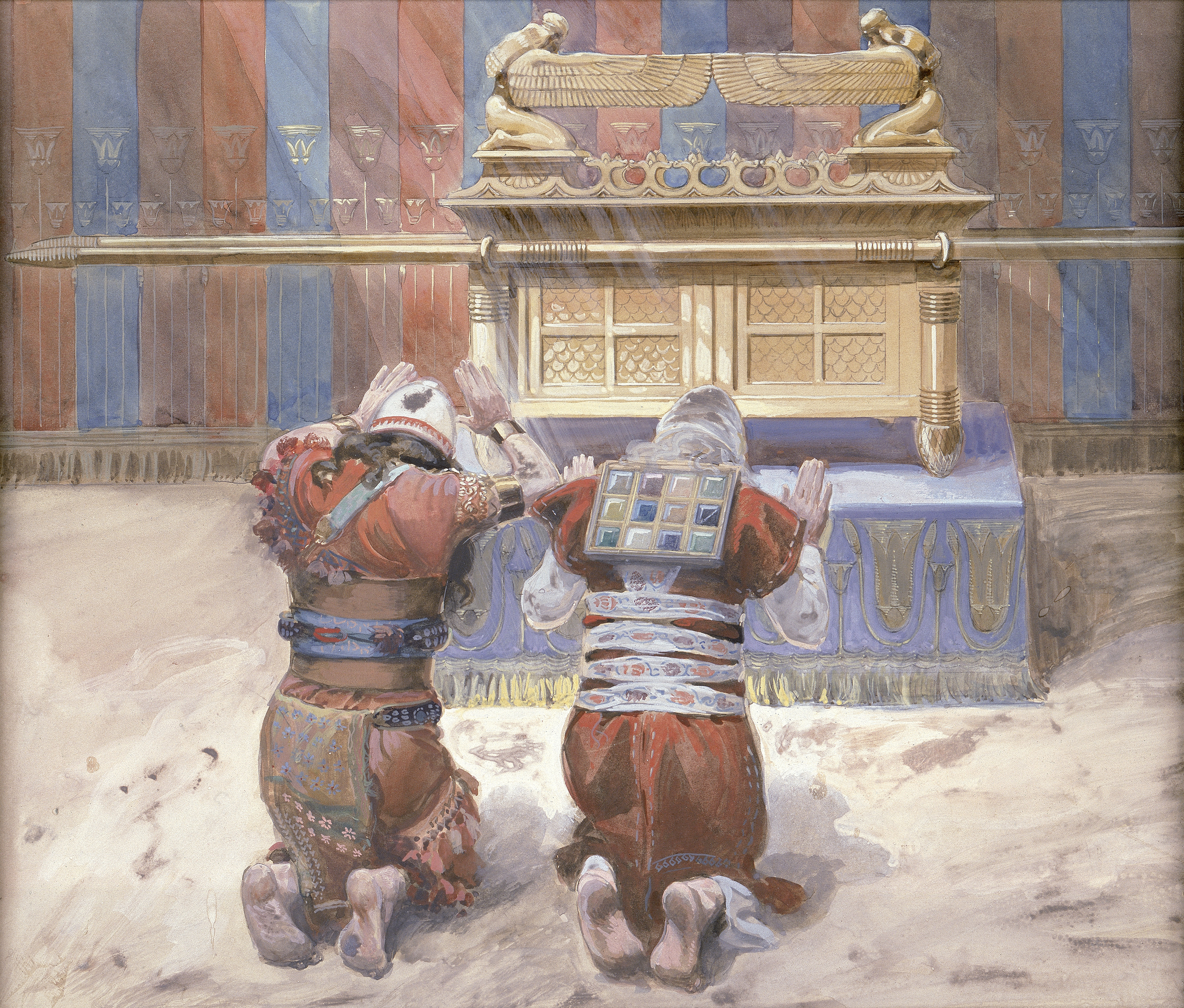
Moïse et Josué, devant l'Arche d'alliance, James Tissot, musée juif de New York
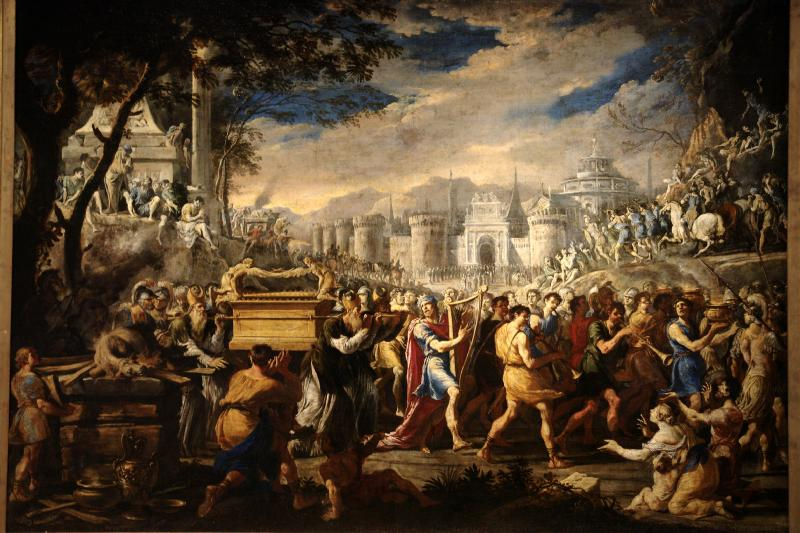
Le roi David (Bible) portant l'Arche d'alliance à Jérusalem, par Micco Spadaro, musée des beaux-arts Pouchkine de Moscou
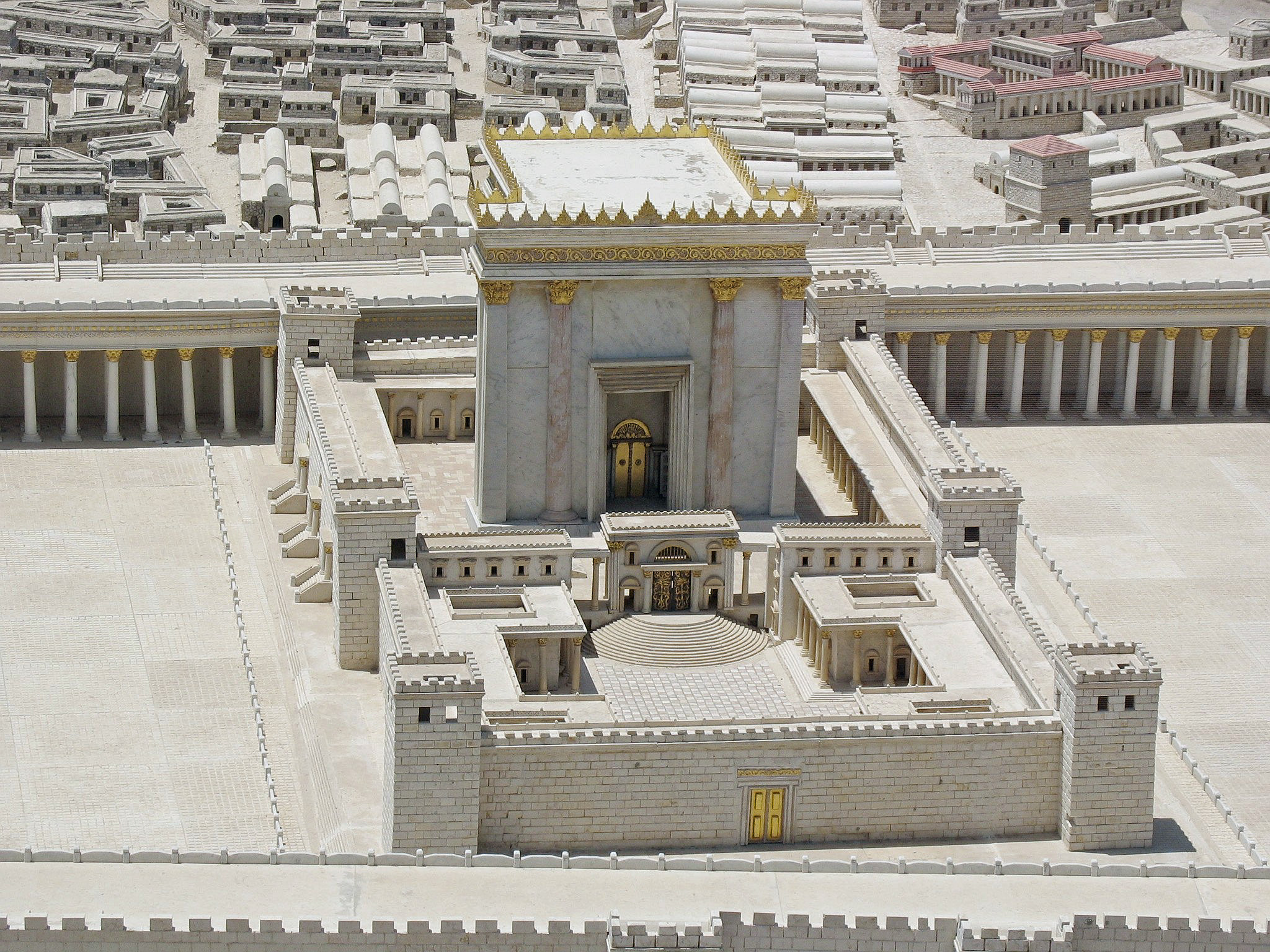
Reconstitution du Temple dans la maquette Holyland de Jérusalem, au Musée d'Israël., ou est abritédans le saint des saints l'Arche d'alliance